# Paravent

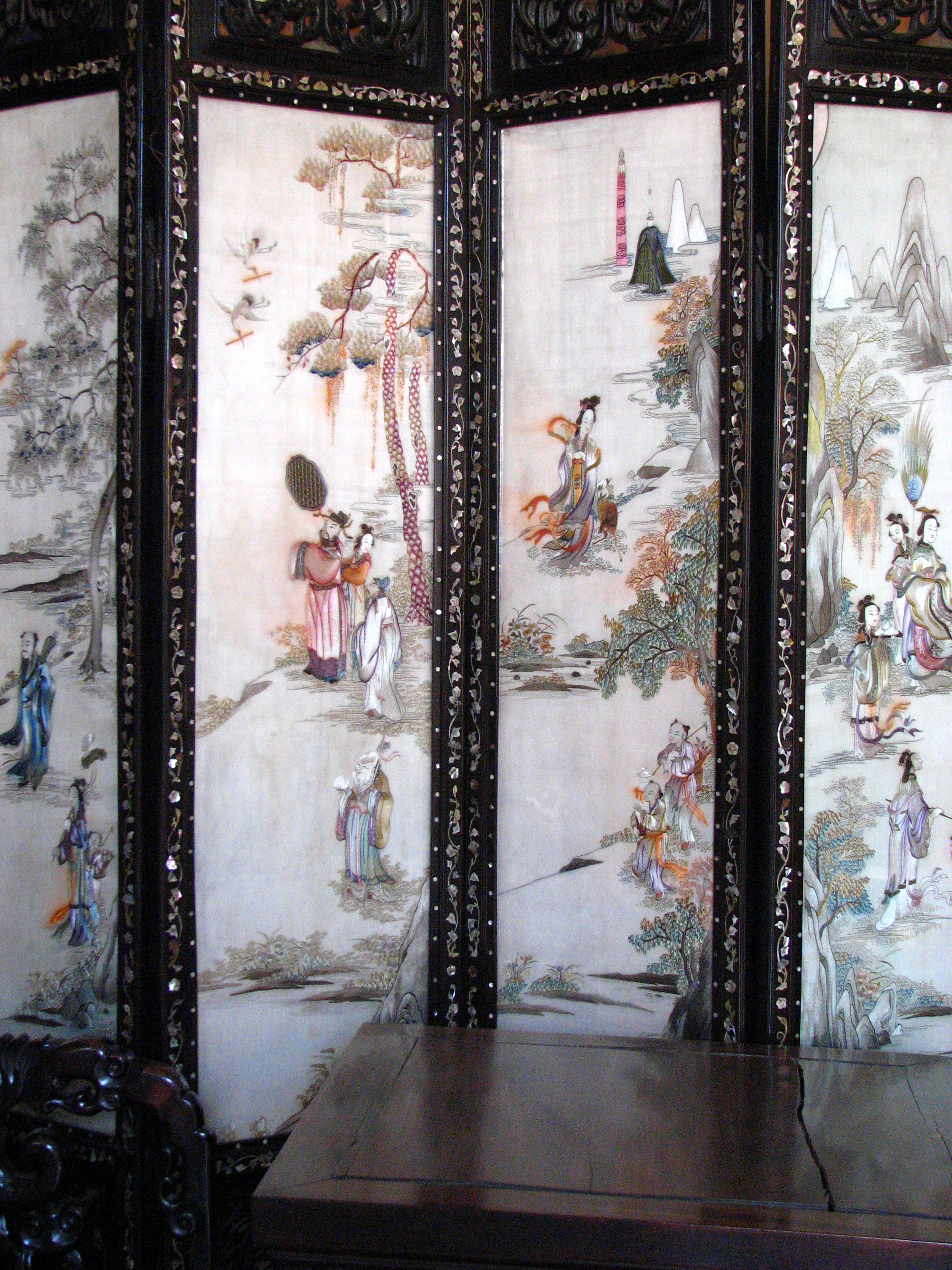
Paravent chinois composé de châssis d'ébène et de panneaux de soie.

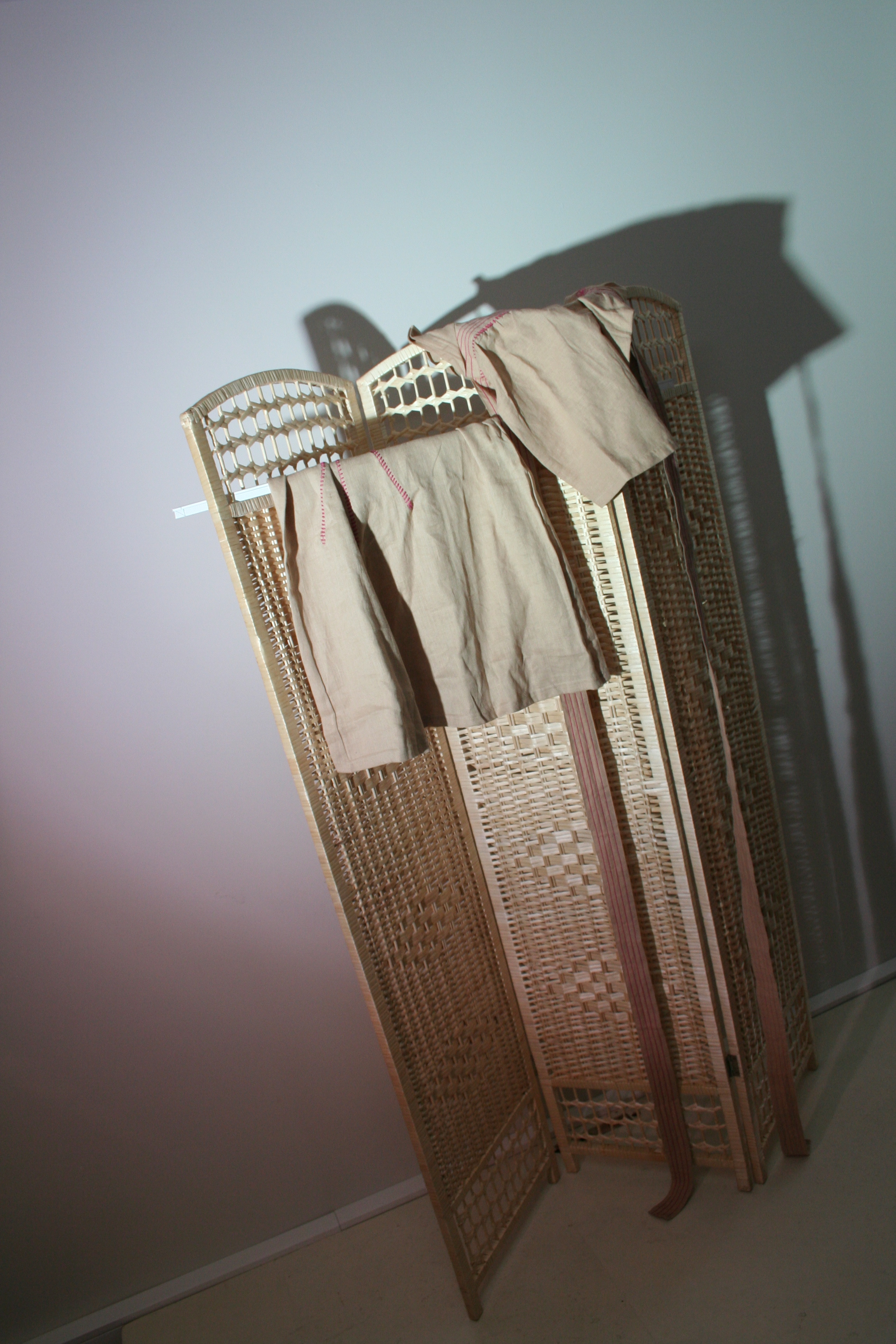
Un paravent contemporain.

Un paravent (chinois : 屛風 ; pinyin : píngfēng), est un meuble formant une cloison amovible et repliable. Il a différentes fonctions, comme se protéger contre les courants d'air, aménager un espace isolé pour l'intimité ou pour des entretiens d'affaires ou politiques, voire protéger des démons dans certaines cultures. Il est composé de panneaux orientables, appelés feuilles, en bois plein ou en tissu tendu, encadrés d'un châssis de bois et réunis par des charnières.
En français, le mot apparaît en 1599, de l'italien paravento qui signifie « contre le vent ».

## Histoire
Les paravents apparaissent en Chine dans des familles nobles de la dynastie Zhou. Panneaux de bois uniques, ils deviennent pliables sous la dynastie Han. À l'origine, ce sont des meubles fixes sur un socle, composés de panneaux de bois massif peints, laqués et décorés, maintenus entre eux par des charnières métalliques. Ils ont plusieurs rôles : à l'intérieur d'une pièce respecter l'intimité et faire écran (píngfēng signifie d'ailleurs « adorable bouclier »[réf. souhaitée]), les panneaux articulés en ligne brisée pouvant en plus arrêter les esprits censés se mouvoir qu'en ligne droite ; à l'entrée des demeures, préserver la chaleur.
Au VIIIe siècle, il est adopté par le Japon (Byōbu) puis la Corée (pyõng p'ung). Les Japonais en font des cloisons mobiles, substituant au bois des feuilles de papier ou de soie et aux charnières des cordes, lanières de cuir ou cordons de soie. Ils développent de nombreux styles pour les panneaux illustrant des récits se lisant de droite à gauche. Les paravents coréens deviennent réputés pour leur qualité artistique et être les plus richement ornés.
Au XVe siècle, les premiers voyageurs britanniques rapportent en Europe plusieurs exemplaires, relayés le siècle suivant par les Compagnies française et hollandaise des Indes qui en convoient des cargaisons entières. Il apparaît au XVIe siècle en France dans les fonds d'autels d'édifices religieux puis surtout au XVIIe siècle dans les appartements privés où Catherine de Rambouillet lance la mode des paravents en serge ou en drap orné de galons de soie, d'or ou d'argent. Il atteint son apogée au XVIIIe siècle où il est assorti à la tenture des murs — tapisserie, tissus plus ou moins riches parfois disposés en bandes, cuir gaufré — et à la garniture des sièges, des peintres comme Antoine Watteau ou François Boucher n'hésitant pas à les décorer. Son usage décline au début du XIXe siècle puis réapparaît vers 1860 sous le règne de Napoléon III avec la vague du japonisme inspirant notamment les nabis comme Paul Sérusier ou Pierre Bonnard à peindre de véritables toiles sur les panneaux de paravents. Au début du XXe siècle avec le développement de moyens de chauffage modernes, son rôle fonctionnel d'isolation disparaît au profit de son rôle décoratif auquel participent peintre (Man Ray, Utrillo, Sol LeWitt), ébéniste, designer (comme Eileen Gray), décorateur, laqueur (Paravent « Les Cagnas » de Jean Dunand).

## Autres sens
Plusieurs expressions ont repris le mot paravent pour désigner des acteurs ou entités se cachant pour agir ; on parle par exemple d'entreprise-paravent ou d'organisation paravent.